# Néstor García Canclini
Néstor García Canclini, né le 1er décembre 1938 à La Plata en Argentine, est un anthropologue argentin lié aux études culturelles. Il est connu pour son essai Culturas Híbridas, publié en 1990. Ses recherches portent sur la notion d'hybridité (en), la modernité, la postmodernité et la culture d'Amérique latine.

## Biographie
Il obtient un doctorat en anthropologie à Paris, sous la direction du philosophe Paul Ricœur. Il s'intéresse à l'expérimentation moderniste en Argentine et publie, en 1968, Cortázar, una antropología poética ainsi que La producción simbólica, Siglo XX, sur les rapports entre la politique et l'avant-garde artistique de son pays. En 1976, il fuit la dictature militaire de l'Argentine et s'établit au Mexique où il entreprend des recherches sur la culture populaire mexicaine et définit le concept de culture urbaine. 
En 2004, il publie Diferentes, desiguales y desconectados. Mapas de la interculturalidad qui dénonce les effets du libéralisme et du mondialisme, responsables de l'exclusion culturelle et de l'impossibilité de se connecter pour de nombreuses ethnies. Il lance un message d'espoir dans les bienfaits de l'interculturalisme par le biais de la création d'une citoyenneté latino-américaine basée sur des processus économiques et communicationnels, en fonction des échanges financiers multinationaux et des répertoires d'images et d'information diffusés à toute la planète par les médias.

## Prix et distinctions
- 2012 : Prix OEI – Fundación Telefónica, Espagne
- 2012 : Medalla al Mérito como Investigador en Ciencias Sociales, Mexique
- 2014 : Lauréat du Premio Nacional de Ciencias y Artes dans la catégorie " Histoire, Sciences humaines et Philosophie", Mexique

## Ouvrages

### En espagnol
- Culturas híbridas: Estrategias para entrar y salir de la modernidad, México: Grijalbo, 1989,  (ISBN 968-4199546)
- La sociedad sin relato. Antropología y estética de la inminencia,  2010,  (ISBN 978-84-92946-15-0)

### En français
- Néstor Garcia Canclini, L’Amérique latine au XX1e siècle, Québec, Presses de l'Université Laval, 2007, 132 p. (ISBN 9782763782874)
- Néstor Garcia Canclini, Cultures hybrides. Stratégies pour entrer et sortir de la modernité., Québec, Presses de l'Université Laval, 2010, 405 p. (ISBN 9782763710457)